# Парийский, Юрий Николаевич
Юрий Николаевич Парийский (23 мая 1932 — 31 июля 2021) — советский и российский астроном, сын Н. Н. Парийского.

## Биография
Родился 23 мая 1932 года в Москве в семье Николая Николаевича Парийского.
В 1955 году окончил МГУ, в 1955—1969 гг. работал в Пулковской обсерватории, с 1969 года — заместитель директора Специальной астрофизической обсерватории АН СССР. Академик РАН (1992).
Основные труды в области наблюдательной радиоастрономии, физики космических источников радиоизлучения, радиотелескопостроения. Провел высокоточные наблюдения в области космологии, установил высокой степени анизотропию реликтового фона, что привело к пересмотру теорий образования галактик. Изучил тонкую структуру Галактики и создал морфологический каталог её радиоисточников, рассмотрел вопросы эволюции радиоисточников. Детально исследовал антенны переменного профиля, показал возможность объединения отдельных антенн в единую фазоустойчивую систему и возможность синтеза изображения при ограниченном количестве антенн с использованием вращения Земли. Изучил ограничения разрешающей силы радиотелескопов, определяемые условиями распространения радиоволн в земной атмосфере и космической среде, а также пространственными флуктуациями фона метагалактических источников. Принял участие в организации строительства крупнейшего в мире рефлекторного радиотелескопа нового типа РАТАН-600. Один из авторов монографии «Радиотелескопы и радиометры» (1973).
Был награждён орденами Ленина (1978), «Знак Почёта» (1975), «За заслуги перед Отечеством» (IV ст. — 1999).

## Публикации
- С. Э. Хайкин, Н. Л. Кайдановский, Ю. Н. Парийский, Есепкина Н. А. Радиотелескоп РАТАН-600 // Известия ГАО. — 1972. — № 188.
- Yurij N. Parijskij and Dmitrij V. Korol’kov, The RATAN-600 radiotelescope Brief history and description from the book «Experiment Cold: The First Deep Sky Survey With The Ratan-600 Radio Telescope» 1985.

## Семья
Был женат с 1954 года на дочери Сергея Львовича Соболева, Наталье Сергеевне (1933—2012).